# ژاناتان بیابیانی
ژاناتان لودوویک بیابیانی (فرانسوی: Jonathan Ludovic Biabiany‎؛ زادهٔ ۲۸ آوریل ۱۹۸۸) بازیکن فوتبال اهل فرانسه است.
از باشگاه‌هایی که در آن بازی کرده‌است می‌توان به مودنا، پارما، سمپدوریا، اینتر میلان و اسپارتا پراگ اشاره کرد.